# Glory Jane
Yunggwang-ui Jae-in (en coréen : 영광의 재인, aussi connu sous le nom de Man of Honor ou Glory Jane) est une série télévisée sud-coréenne. Il met en vedette Chun Jung-myung, Park Min Young et Lee Jang-woo. La série a été diffusée en Corée du Sud sur la chaîne télévisée KBS2 du 12 octobre au 29 décembre 2011 les mercredis et jeudis à 21 h 55 en 24 épisodes.

## Scénario
Yoon Jae-in (Park Min Young,) est une aide soignante qui ne se souvient pas de son passé. En réalité, elle est la fille de Yoon Il-goo (Ahn Nae-sang), président d'une entreprise de négoce. Yoon Il-goo a été tué dans un accident de voiture orchestré par son ami Seo Jae-myung (Son Chang-min), dans le but de prendre contrôle de la société. Lorsque la mère de Jae-in, Eun-joo (Jang Young-nam) apprend la nouvelle de l'accident de son mari, elle prend Jae-in avec elle pour aller à l'hôpital.
Malheureusement, à cause de la pluie battante, elles ont à leur tour un accident perpétré par les sbires de Jae-myung, ce qui sépare la mère et la fille. Jae-myung ordonne alors à Kim In-bae (Lee Ki-yeol), son chauffeur, d'envoyer Jae-in, qui avait perdu tous ses souvenirs lors de l'accident, dans un orphelinat, où In-bae lui remémore son prénom et lui dit de ne jamais l'oublier.
17 ans plus tard, Young-kwang (Chun Jung-myung), le fils de Kim In-bae, est l'un des joueurs de baseball professionnel les plus prometteurs de sa catégorie, mais vient d'être relégué en catégorie espoir. Il a eu une dispute avec son rival, le fils de Jae-myung, Seo In-woo (Lee Jang-woo), qui en plus d'être descendant d'une famille riche, est la vedette de la ligue. Alors qu'il est blessé, Kim Young-kwang rencontre Jae-in, qui le sauve grâce à une transfusion sanguine. Pris de remords, In-bae décide de révéler à Jae-in sa véritable identité et de lui rendre la place qui lui est due. Mais il est arrêté par les sbires de Jae-myung, qui le tuent pour garder le secret. Young-kwang décide alors d'arrêter le baseball pour tenir le restaurant de son père. Jae-in démissionne elle aussi de son poste d'aide soignante pour trouver un travail avec Young-kwang. En même temps, In-woo se fait destituer par son père, et les trois protagonistes se retrouvent à postuler pour un travail à l'entreprise de Jae-myung. In-woo et Young-kwang continuent de se battre pour l'affection de Jae-in, une rivalité qui remonte à leur enfance. La situation se complique lorsque Seo In-chul (Park Sung-woong), le neveu de Jae-myung, entre dans leur vie. In-chul, qui s'avère aussi être l'amant de la sœur de Young-kwang, est bien décidé à renverser Jae-myung.

## Distribution

### Acteurs principaux
- Chun Jung-myung : Kim Young-kwang
  - Ahn Do-gyu : Young-kwang (jeune)
- Park Min Young : Yoon Jae-in
  - Ahn Eun-jung : Jae-in (jeune)
- Lee Jang-woo : Seo In-woo
  - Kim Ji-hoon : In-woo (jeune)
- Lee Jin : Cha Hong-joo

### Acteurs secondaires
- Son Chang-min : Seo Jae-myung
- Park Sung-woong : Seo In-chul
- Choi Myung-gil : Park Goon-ja
- Lee Ki-yeol : Kim In-bae
- Kim Yun-joo : Kim Kyung-joo
- Nam Bo-ra : Kim Jin-joo
- Jung Hye-sun : Oh Soon-nyeo
- Kim Sun-kyung : Im Jung-ok
- Lee Moon-sik : Heo Young-do
- Kim Sung-oh : Joo Dae-sung
- Choi Seung-kyung : Go Kil-dong
- Ahn Nae-sang : Yoon Il-goo
- Jang Young-nam : Yeo Eun-joo
- Kim Seung-wook : Coach Choi
- Choi Ran : directrice des soins infirmiers
- No Kyung-joo : Oh Jung-hae

## Diffusion internationale
| Pays ou Région | Chaîne                  | Titre        | Première diffusion |
| -------------- | ----------------------- | ------------ | ------------------ |
| Corée du Sud   | KBS2                    | 영광의 재인  | 12 octobre 2011    |
| États-Unis     | KBS World               | Glory Jane   |                    |
| Canada         | KBS World               | Glory Jane   |                    |
| Japon          | KBS World               | Glory Jane   |                    |
| Singapour      | KBS World               | Glory Jane   |                    |
| France         | KBS World               | Glory Jane   |                    |
| Allemagne      | KBS World               | Glory Jane   |                    |
| Italie         | KBS World               | Glory Jane   |                    |
| Espagne        | KBS World               | Glory Jane   |                    |
| Portugal       | KBS World               | Glory Jane   |                    |
| Brésil         | KBS World               | Glory Jane   |                    |
| Thaïlande      | KBS World               | Glory Jane   |                    |
| Taïwan         | Videoland Drama Channel | 榮光的在仁   | 2012               |
| Hong Kong      | Drama 1                 | 榮光的在仁   | 2012               |
| Hong Kong      | KBS World               | Glory Jane   |                    |
| Indonésie      | Antv                    | Man of Honor | juin 2012          |
| Malaisie       | 8TV                     | Glory Jane   |                    |
| Malaisie       | KBS World               | Glory Jane   |                    |
| Philippines    | KBS World               | Glory Jane   |                    |
| Philippines    | ABS-CBN                 | Glory Jane   | 25 février 2013    |